# Hadsten Højskole Prisen
Hadsten Højskole Prisen en dansk hædersbevisning, der uddeles af Elevforeningen ved Hadsten Højskole.
Prisen, der er på 10.000 kroner, blev indstiftet i 2003 og uddeles til en person, der sætter samfundet til debat. Prisen uddeles hvert år til højskolens elevmøde i starten af maj. 

## Modtagere
Følgende personer har modtaget prisen.
- 2003 – Nils Malmros, filminstruktør
- 2004 – Jens Martin Knudsen, marsforsker
- 2005 – Leif Davidsen, forfatter
- 2006 – Omar Marzouk, stand-up komiker
- 2007 – Hanne Vibeke Holst, forfatter
- 2008 – Nick Horup, journalist
- 2009 – Tine Bryld, radiovært og socialrådgiver
- 2010 – Chris MacDonald, livsstilscoach
- 2011 – Mads Steffensen, radiovært
- 2012 – Steffen Brandt, forsanger og sangskriver i tv-2
- 2013 – Eva Mulvad, dokumentarist
- 2014 – Esben Bjerre Hansen og Peter Falktoft, TV- og radioværter på Monte Carlo.
- 2015 – Hassan Preisler, skuespiller og forfatter
- 2016 – Svend Brinkmann, professor i psykologi og bl.a. forfatter til bogen Stå fast
- 2017 - Emma Holten, debattør, foredragsholder og foregangskvinde mod hævnporno
- 2018 - Erik Clausen, filminstruktør, sangskriver, samfundsdebattør, gøgler, kunstner, bygningsmaler, tidl. cykelrytter og meget andet
- 2019 - Ikke uddelt
- 2020 - Stine Winther Johansen, Ciliane Stubkjær og Line Flugt Juhl, skaberne af dokumentarserien Limbo – når sabbatår er fucked
- 2022 - Nagin Ravand, fodboldtræner og iværksætter
- 2023 - DFUNK, Dansk Flygtningehjælp Ungdom